# كيمياة
كيمياة هي اسم لأكلة ليبية قديمة ومشهورة لدى جميع الليبيون وخاص في شهر الرمضان المبارك فهي دائما تكون حاضرة على مائدة الافطار، وهي ذات أنواع كثيرة حسب كل منطقة في ربوع ليبيا، تقدم في الأيام العادية كطبق رئيسي منفرد ماعدى شهر رمضان تقدم مع شربة والبراك وهن يشكلنا الاطباق الثلاثية الرئيسية في ليبيا في ذلك الشهر.

## أنواع الكيمياة
1. كيمياة
2. كيمياة بالقديد
3. كيمياة باللحم مفروم
4. كيمياة بالدجاج
5. كيمياة بالبيض

## طريقة النطق
تنطق الكيمياة هكذا (كيمية) حيث يكون حرف (ك، ي) مكسورة، وحرف (م) مسكونة، وحرف (ي، ة) مفتوحة، وبعض الجالية العربية في ليبيا تقول (كيمياء) وهذا خطئ.الاصح كيما بكسر الكاف وفتح الميم

## طريقة التحضير
1. يفرم فلفل حلو، بصل، معدنوس، كسبر، بعد الغسل.
2. يوضع فلفل حلو، البصل، معدنوس، كسبر، في الطنجرة مع الزيت أو السمن والملح وفلفل حمر وطماطم معجون ويخلط مع بعض ثم يطبخ ويضاف كوب شاهي بة ماء.
3. بعد أن ينضج يضاف البيض المخفوق ويغطى ليطبخ وبين الحين والآخر يخلط بدون دمج البيض مع بعض في الطنجرة ويضاف قليل من الماء مقدار كوب شاهي إذ لازم الأمر.
4. بعد أن ينضج الطعام والبيض يضاف بهارات والقرفة علية ثم يوضع في طبق
5. بعد ذلك توضع الجبنة فوقة ويضاف الخيار المقطع شرائح دائرية حول الاكل في الطبق وتقدم للأكل.